# We'll Bring the House Down
We'll Bring The House Down es el octavo álbum de estudio de la banda de rock británica Slade, publicado el 13 de marzo de 1981. El álbum ocupó la posición n.º 25 en las listas de éxitos británicas debido principalmente al éxito obtenido en el Festival de Reading el año anterior, cuando fueron el reemplazo a último momento de Ozzy Osbourne. 

## Lista de canciones
| N.º | Título                                           | Escritor(es)          | Duración |  |
| 1.  | «We'll Bring the House Down»                     | Noddy Holder, Jim Lea | 3:32     |  |
| 2.  | «Night Starvation»                               | Holder, Lea           | 3:05     |  |
| 3.  | «Wheels Ain't Coming Down» (de "Return to Base") | Holder, Lea           | 3:37     |  |
| 4.  | «Hold on to Your Hats» (de "Return to Base")     | Holder, Lea           | 2:33     |  |
| 5.  | «When I'm Dancin' I Ain't Fightin'»              | Holder, Lea           | 3:09     |  |
| 6.  | «Dizzy Mamma»                                    | Holder, Lea           | 3:37     |  |
| 7.  | «Nuts Bolts and Screws» (de "Return to Base")    | Holder, Lea           | 2:29     |  |
| 8.  | «My Baby's Got It» (de "Return to Base")         | Holder, Lea           | 2:35     |  |
| 9.  | «Lemme Love into Ya» (de "Return to Base")       | Holder, Lea           | 3:26     |  |
| 10. | «I'm a Rocker» (de "Return to Base")             | Chuck Berry           | 2:42     |  |

## Créditos
- Noddy Holder — voz, guitarra
- Dave Hill — guitarra
- Jim Lea — bajo, voz, piano
- Don Powell — batería